# ستيوارت بورتون
ستيوارت بورتون هو سياسي كندي، ولد في 8 يونيو 1877، وتوفي في 30 ديسمبر 1941.